# Сторожевка (Луганская область)
Сторожевка (укр. Сторожівка; до 2016 г. - Кали́новка) — село, относится к Сватовскому району Луганской области Украины.
Население по переписи 2001 года составляло 51 человек. Почтовый индекс — 92630. Телефонный код — 6471. Занимает площадь 0,483 км². Код КОАТУУ — 4424082503.

## Местный совет
92620, Луганская обл., Сватовский р-н, с. Куземовка, ул. Молодёжная, 7